# イシュマエル・リード
イシュマエル・リード（Ishmael Scott Reed、1938年2月22日生）は、アメリカの詩人、小説家、エッセイスト、作詞家、劇作家、編集者、出版者である。リードはアメリカの政治風土に挑み、政治的・文化的抑圧に焦点を当てた諷刺的作品で知られる。
リードの作品は、漫画的なドタバタ感覚を持つとして、テリー・サザーンや初期のトマス・ピンチョンと並び称されるほか、等閑視されてきたアフリカ人やアフリカ系アメリカ人からの視点を表しているとされることが多い。しかし、リードの熱意と励ましは、文化的出自にとらわれず、顧みられることのない人々とその視点をひろく対象としている。

## 略歴
イシュマエル・リード、本名エメット・コールマンは、テネシー州チャタヌーガ市に生まれ、ニューヨーク州バッファロー市に育った。同地でバッファロー大学に進んだが、3年次で退学している。理由の一部は経済的なものだが、創作と音楽のために新しい雰囲気を体験する必要を感じたというのが主なものであった。この決断についてリードは以下のようにコメントしている。「それは当時の私に起こりえたベストな事態でした。なぜならナサニエル・ウェストや他の作家に触発され、望む方針に沿って実験を続けることができたからです。私は誰か他の人のリーディング・リストの奴隷になりたくありませんでした。多少は後悔していないわけではありません。このことで本当にひどい人種的なことを言われてきましたから。」1995年にリードはバッファロー大学から名誉博士号を贈られている。
1998年のインタヴューでリードは自身の受けた影響について話している。「私はおそらく小説家よりも詩人に強く影響を受けてきました。ハーレム・ルネサンスの詩人やビート・ジェネレーションの詩人、アメリカのシュルレアリストであるテッド・ジョーンズです。詩人は自分の中で働く創造力との調和をより高い水準でこなさなければなりません。そのようにしてふつうの散文作家には思いつかない言葉と連想を産みだすのです。」
1962年、ニューヨーク市に移ったリードはウォルター・ボウアートと著名な地下出版社イースト・ヴィレッジ・アザー社を設立する。また、リードはマンハッタンの若手黒人作家からなるアンブラ派が作ったワークショップのメンバーでもあった。このワークショップのメンバーにはブラック・アーツ・ムーブメントを樹立し黒人美学を推進した人々が含まれていたが、リードはこの運動には関わらず独自にアメリカ黒人史の研究を続け、1976年の小説 Flight to Canada の創作過程で「新奴隷体験記 (Neo-Slave narrative)」というコンセプトを創出した。「新奴隷体験記」という用語は、1984年のインタヴュー "A Conversation with Ishmael Reed" でも用いられている。
2005年にリードは35年間教壇に立ったカリフォルニア大学バークレー校を退職し、現在はカリフォルニア芸術大学の客員研究員である。リードは著名な作家、振付師、演出家であり、40年以上結婚生活を続けている妻カーラ・ブランク (Carla Blank) とカリフォルニア州オークランド市に暮らしている。

## コロンブス以前財団
リードはコロンブス以前財団の創設者である。同財団は1980年以降毎年、人種・性・民族性・ジャンルの垣根を越えた文学賞であるアメリカン・ブック・アワードを主催している。リードは他にも国際ペンクラブのオークランド支部や、ひろく海外の映画を配給・評価することを目的とした There City Cinema も立ち上げている。

## 邦訳作品
- イシュメール・リード『ループ・ガルー・キッドの逆襲』飯田隆昭訳、ファラオ企画、1994年
- イシュメール・リード『マンボ・ジャンボ』上岡伸雄訳、国書刊行会、文学の冒険、1997年
- イシュメール・リード『書くこと、それは闘うこと』松渓裕子訳、中央公論社、1998年

## 著作

### 小説
- The Freelance Pallbearers, 1967
- Yellow Back Radio Broke-Down, 1969
  - イシュメール・リード、『ループ・ガルー・キッドの逆襲』、飯田隆昭訳、ファラオ企画、1994年。
- Cab Calloway Stands in for the Moon or D Hexorcism of Noxon D Awful, 1970
- Mumbo Jumbo, 1972
  - イシュメール・リード、『マンボ・ジャンボ』、上岡伸雄訳、国書刊行会、1997年。
- The Last Days of Louisiana Red, 1974
- Flight to Canada, 1976
- The Terrible Twos, 1982
- Reckless Eyeballing, 1986
- The Terrible Threes, 1989
- Japanese by Spring, 1993
- Juice!, 2011

### 詩
- catechism of d neoamerican hoodoo church, 1969
- Conjure: Selected Poems, 1963–1970, 1972
- Chattanooga: Poems, 1973
- A Secretary to the Spirits, illustrated by Betye Saar, 1978
- New and Collected Poetry, 1988
- New and Collected Poems, 1964–2006, 2006 (hardcover); New and Collected Poems, 1964-2007, 2007 (paperback)

### 戯曲
- Gethsemane Park, libretto; Carman Moore, composer (premiere, Berkeley Black Repertory Theater, 1998)
- Ishmael Reed, THE PLAYS, including Mother Hubbard, Savage Wilds, Hubba City, The Preacher and the Rapper, The C Above C Above High C, and Body Parts, 2009
- The Final Version, a play, premiered at the Nuyorican Poets Cafe in December, 2013

### ノンフィクション
- Neo-HooDoo Manifesto, 1972
- Shrovetide in Old New Orleans: Essays, 1978
- God Made Alaska for the Indians: Selected Essays, 1982
- Writing is Fighting: Thirty-Seven Years of Boxing on Paper, 1988
  - イシュメール・リード、『書くこと、それは闘うこと』、 松渓裕子訳、中央公論社、1998年。
- Airing Dirty Laundry, 1993
- Conversations with Ishmael Reed (Bruce Dick and Amritjit Singh, eds), 1995
- Oakland Rhapsody, The Secret Soul Of An American Downtown, with photographs by Richard Nagler, 1995
- Blues City: A Walk in Oakland, 2003
- Another Day at the Front, Dispatches from the Race War, 2003
- Mixing It Up: Taking on the Media Bullies and Other Reflections, 2008
- Barack Obama and the Jim Crow Media: The Return of the “Nigger Breakers”, 2010
- Going Too Far: Essays About America's Nervous Breakdown, 2012
- The Complete Muhammad Ali, non-fiction, Baraka Books, July, 2015

### 作品集
- The Reed Reader, 2000

### アンソロジー
いずれもリードの編纂になるもの
- 19 Necromancers From Now, 1970
- Califia: The California Poetry, 1978
- Yardbird Lives!, Co-Edited with Al Young, 1978
- The Before Columbus Foundation Fiction Anthology, Selections from the American Book Awards 1980–1990, co-edited with Kathryn Trueblood and Shawn Wong, 1991
- The Before Columbus Foundation Poetry Anthology, Selections from the American Book Awards 1980–1990, co-edited with Kathryn Trueblood and Shawn Wong, 1991
- The HarperCollins Literary Mosaic Series, General Editor of four anthologies edited by Gerald Vizenor, Shawn Wong, Nicolas Kanellos and Al Young, 1995–96
- MultiAmerica, Essays on Cultural Wars and Cultural Peace, 1997
- From Totems to Hip-Hop: A Multicultural Anthology of Poetry Across the Americas, 1900–2001, 2003
- POWWOW, 63 Writers Address the Fault Lines in the American Experience, short fiction anthology edited with Carla Blank, 2009
- Black Hollywood Unchained, non-fiction anthology edited and with an Introduction by Reed, October 2015